# Ralf Brunnecker
Ralf Brunnecker (* 17. Februar 1963 in Hamburg) ist ein ehemaliger deutscher Fußballspieler.

## Karriere
Der gelernte Stürmer Brunnecker begann seine Laufbahn beim Hamburger Vorstadtclub Grün-Weiss Harburg und wechselte in der B-Jugend zum FC St. Pauli. In dieser Zeit gelang ihm der Sprung in die Hamburger Jugendauswahl. Im April 1981 spielte er mit der A-Jugendmannschaft des DC St. Pauli unter anderem an der Seite von Volker Ippig, Jürgen Gronau und Joachim Philipkowski in einem Trainingsspiel gegen die deutsche Nationalmannschaft, das im voll besetzten Millerntorstadion mit 0:6 verloren ging – anschließend wurde er von Bernhard Dietz lobend erwähnt. 1981 ging Brunnecker zum Hamburger SV. Der Wechsel sorgte für Ärger bei den Verantwortlichen des FC St. Pauli, die dem Stadtrivalen vorwarfen, hinter ihrem Rücken an Brunnecker getreten zu sein. Beim HSV gehörte er zu jener Mannschaft, die als bisher erfolgreichste in die Vereinsgeschichte einging. Er zählte bis 1983 zum Kader, konnte sich jedoch gegen die starke Konkurrenz nicht durchsetzen. Er absolvierte in diesen beiden Jahren parallel dazu eine Ausbildung als Kaufmann in der Grundstücks- und Wohnungswirtschaft. Wie viele andere junge talentierte Spieler, die bei Profivereinen unter Vertrag standen und dort nur auf der Bank saßen, kam Brunnecker lediglich in der DFB-Nachwuchsrunde zum Einsatz. In seinen zwei Jahren beim HSV stand er laut eigener Aussage nur einmal bei einem Bundesligaspiel im Kader, Trainer Ernst Happel habe während der Zeit kein einziges Wort mit ihm gesprochen. Entsprechend „fühle [er s]ich bis heute weder als Deutscher Meister noch als Europapokalsieger“.
Brunnecker spielte zu Beginn der Saison 1983/84 für die Amateurmannschaft des Hamburger SV in der Verbandsliga, verließ die Mannschaft aber im Oktober 1983 aus beruflichen Gründen, als er mit seiner Frau in Hamburg-Harburg ein Bekleidungsgeschäft eröffnete. Als Unternehmer in der Textilbranche betrieb er später weitere Bekleidungsgeschäfte in Hamburg. Ab Januar 1984 war Brunnecker Spieler des 1. SC Norderstedt und ab 1985 des SV Börnsen (Verbandsliga). Brunnecker und Börnsen trennten sich Mitte September 1986. Er spielte dann wieder für die HSV-Amateure, die er in der Sommerpause 1988 verließ und innerhalb der Verbandsliga zum Barsbütteler SV ging.